# Контрада Паникаро (Потенца)
Контрада Паникаро (итал. Contrada Pannicaro) је насеље у Италији у округу Потенца, региону Базиликата.
Према процени из 2011. у насељу је живело 35 становника. Насеље се налази на надморској висини од 615 м.